# Ghost kitchen

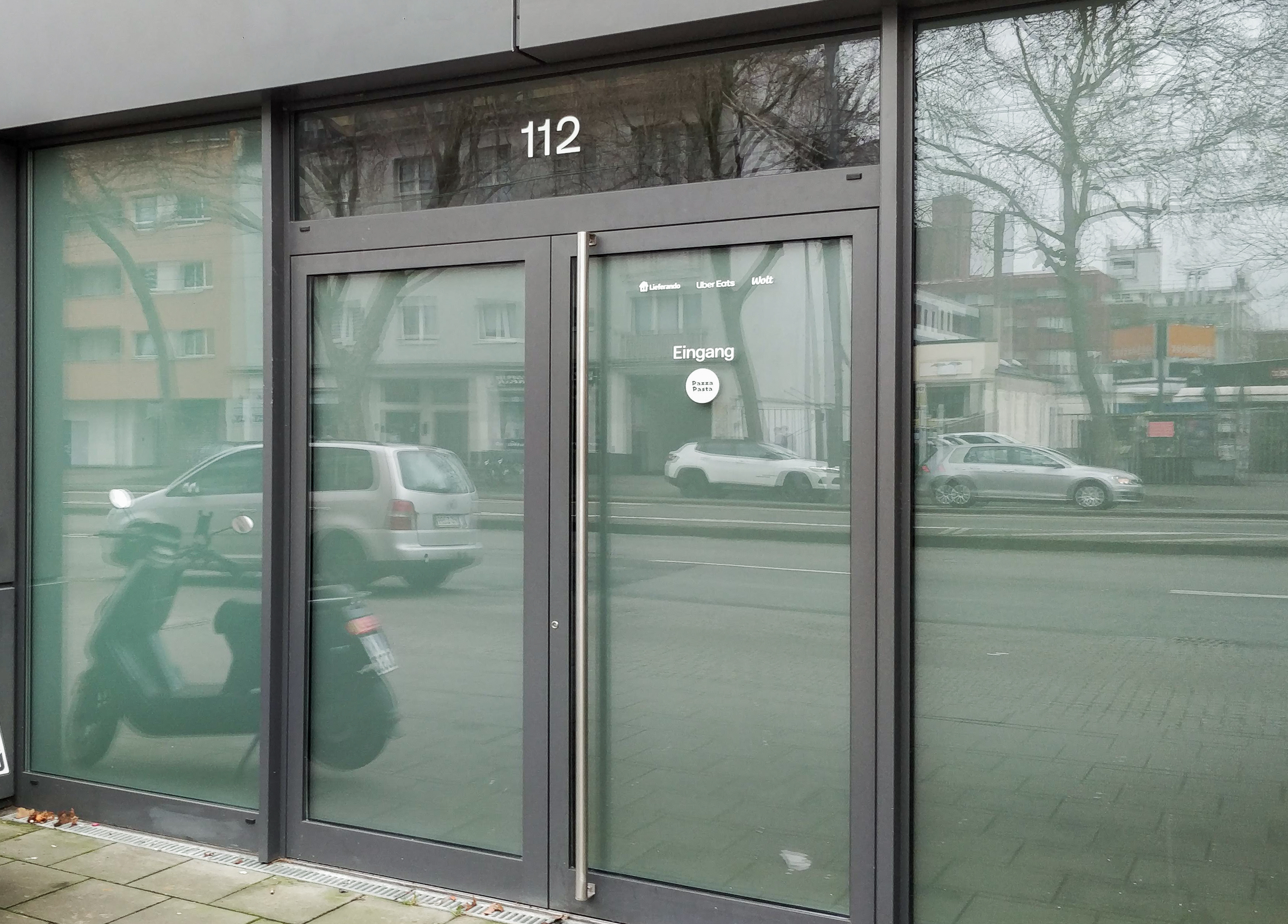
Geisterküche Ehrenfeldgürtel 112, Köln-Ehrenfeld

Ghost Kitchen (deutsch Geisterküche) oder Dark Kitchen beschreibt ein Restaurant ohne Gastraum, Servicepersonal oder Stühle und Tische für Gäste. Es sind Kocheinrichtungen, die für die Zubereitung von Gerichten zur Auslieferung eingerichtet sind. Einige Ghost Kitchen bieten auch Mahlzeiten zum Mitnehmen an oder verfügen über einen Drive-in. Ghost Kitchen sind als Geschäftsmodell als Reaktion auf die schnell wachsende Verbrauchernachfrage nach Restaurantlieferungen, die steigende Nutzung von Lieferanwendungen von Drittanbietern und die geringeren Kosten entstanden, die durch die Nutzung von Kücheneinrichtungen außerhalb von hochpreisigen, stark frequentierten städtischen Standorten entstehen. Die Nutzung einer Ghost Kitchen ermöglicht es etablierten Restaurants, ihren Lieferbetrieb zu erweitern, ohne die bestehende Küche zusätzlich zu belasten, macht Parkplätze frei, die von den Lieferfahrzeugen belegt werden, und ermöglicht es dem Restaurant, mit geringeren Kosten in neue Gebiete vorzustoßen. Ghost Kitchen können von Privatpersonen, herkömmlichen Restaurants oder Lieferdiensten betrieben werden.
Der Begriff Ghost Kitchen stammt aus den Vereinigten Staaten. Das Konzept der Ghost Kitchen erlebte durch die zunehmende Verbreitung von Lieferapps und Lieferdienstleister eine steigende Popularität. Ein weiterer Wachstumskatalysator stellte die COVID-19-Pandemie dar, welche viele Restaurants dazu zwang, auf Lieferdienste umzusteigen. Die größten Märkte für Ghost Kitchen waren 2020 die Volksrepublik China, Indien, die Vereinigten Staaten und das Vereinigte Königreich.

## Konzept
Eine Geisterküche bereitet Mahlzeiten für ein Restaurant oder ein virtuelles Restaurant vor, die dann zur Auslieferung, zum Mitnehmen oder an einem Drive-in ausgegeben werden. Ghost Kitchen bieten eine Vielzahl von Vorteilen im Vergleich zu ihren stationären Pendants. Das Fehlen von Sitz- und Essbereichen für die Kunden spart Geld, da die Quadratmeterzahl der Einrichtung reduziert wird, was wiederum die Miete senkt. Der physische Standort spielt eine geringere Rolle, so dass eine Geisterküche in günstigeren Gegenden eingerichtet werden können, ohne sich Sorgen machen zu müssen, dass sie gegen die Konkurrenz in günstigeren Lagen verlieren. Außerdem müssen keine Kellner eingestellt werden, um die Kunden zu bedienen oder den Sitzbereich zu pflegen. Zu den weiteren wegfallenden Kosten gehören Personal an der Rezeption, Renovierungsarbeiten und Papierspeisekarten. Die optimierte Anlieferung und die größere Küchenfläche in einer Ghost Kitchen tragen ebenfalls zu niedrigeren Arbeitskosten bei. Der geringere Platzbedarf senkt die gesamten Gemein- und Betriebskosten, was zu höheren Gewinnspannen führt, ohne den Preis der angebotenen Speisen zu senken. Auch können sich mehrere Anbieter eine Ghost Kitchen teilen und so Kosten sparen. Für den Kunden bietet die Ghost Kitchen den Vorteil der flexiblen Bestellung und bequemen Lieferung.
Das Fehlen einer physischen Marke ermöglicht es Unternehmen, mit neuen Menüs, Marken und Konzepten einfach und risikoarm zu experimentieren. Menüs können angepasst werden, um aktuellen Trends zu entsprechen oder mehrere Demografien mit einer Vielzahl von Gerichten anzusprechen. Der Online-Charakter von Ghost Kitchen ermöglicht es rein virtuell existierenden Restaurants, Kundendaten und Analysen während des Essensbestellvorgangs einfach zu verfolgen und datengesteuerte Entscheidungen zu treffen. Sie können die Beliebtheit von Artikeln, Wartezeiten und Kundenfeedback über Bewertungen verfolgen und ihre Menüs entsprechend anpassen.
Eine Einzelperson kann eine Ghost Kitchen einrichten, um ihre eigene Restaurantmarke zu gründen, die mit ihrem eigenen Online-Restaurant identifiziert wird. Man könnte sich dafür entscheiden, eine Ghost Kitchen zu gründen, weil die Einrichtungskosten niedriger sind und der Zeitaufwand geringer ist als bei einer Küche, die auch ein begehbares Restaurant bedient. Auch viele Lieferdienste betreiben Ghost Kitchen.